# Tony Soprano

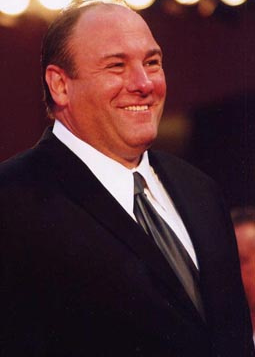
James Gandolfini, actorul care interpretează rolul lui Tony Soprano

Anthony John "Tony" Soprano, Sr. (n. 22 august 1960) este un personaj fictiv în serialul dramă distribuit de HBO, Clanul Soprano. Este interpretat de James Gandolfini, fiind creat de producătorul seriei David Chase. Tony Soprano este protagonistul serialului, fiind unul din personajele care au apărut în fiecare episod. Este șeful familiei mafiote DiMeo. 
Tony este la conducerea celei mai puternice organizații criminale din nordul New Jersey-ului asigurându-se că activitățile acesteia decurg corespunzător și că ceea ce se petrece în cadrul acestei familii mafiote nu trebuie să ajungă la urechile persoanelor din exterior, nici măcar la familiile celor implicați. Relația lui Tony cu unchiul său, Corrado John Soprano, Jr., a fost una foarte strânsă de-a lungul a mulți ani, Junior fiind ca un tată pentru Tony după moartea adevăratului tată al acestuia, Giovanni Soprano. Cu toate acestea relația dintre cei doi s-a răcit pe măsură ce Junior devenit tot mai marginalizat în familia mafiotă Soprano întrucât investigațiile FBI-ului asupra activităților criminale ale acestuia au devenit tot mai insistente.
În ciuda unui nivel de notorietate locală, Tony este "de ochii lumii" consultant în managementul deșeurilor la Barone Sanitation - unul din multele domenii în care Soprano își extinde activitățile criminale. Tony l-a pus pe nepotul său Christopher Moltisanti ca om de legătură între el și "căpitanii" săi în ultimele două sezoane pentru a sta cât mai departe de ochii FBI-ului. Însă după ce Tony l-a ucis pe Moltisanti în urma unui accident rutier, Bobby Baccalieri a devenit principalul candidat la preluarea funcției lui Chris. Din nefericire, însă, acest lucru nu s-a mai întâmplat deoarece Bobby a fost ucis de oamenii lui Phil Leotardo când familia mafiotă Lupertazzi a declanșat un război împotriva clanului DiMeo. După ce Phil este la rândul său asasinat, Soprano se întoarce în siguranță la activitățile sale ilegale. Tony Soprano este prezentat ultima dată în serial luând cina împreună cu familia la restaurantul Holsten's din Bloomfield, New Jersey cu povara unei posibile acuzații de port de armă asupra sa în urma unei mărturii depuse de Carlo Gervasi.

## Crime comise de Tony Soprano
- Willie Overall (1982)
- Fabian "Febby" Petrulio (1999)
- Chucky Signore (1999)
- Matthew Bevilaqua (2000)
- Salvatore "Big Pussy" Bonpensiero (2000)
- Ralph Cifaretto (2002)
- Tony Blundetto (2004)
- Christopher Moltisanti (2007)